# 駒井健一郎
駒井 健一郎（こまい けんいちろう、1900年（明治33年）12月17日 - 1986年（昭和61年）10月2日）は、日本の実業家、第3代日立製作所社長・会長。

## 来歴
東京帝国大学工学部電気工学科にて学ぶ。1925年（大正14年）に日立製作所に入り、日立工場長などを経て1961年（昭和36年）11月社長に就任、1971年（昭和46年）11月に社長退任、会長に就任、1977年（昭和52年）6月に会長退任。1971年（昭和46年）5月に勲一等瑞宝章を受章した。
また、1970年（昭和45年）5月から1971年（昭和46年）5月まで、第57代電気学会会長を務めた。

## 発言
- 「メーカーとして最も大切なことは、製品の性能、品質が良く、事故がないことと、新しい技術を開発して次代の要求に答えていくことである。」【覚書き：技術開発を尊ぶ日立の理念を語った言葉】[6]
- 「企業の最高の意思決定は社長に一元化しないと、ゴタゴタが起こったり、決定が不明確になる。また、社長が先輩に遠慮して経営をやるようでは、はっきりした経営体制はとれない。」【覚書き｜日常業務は後任の社長にすべて任せ、自由にやらせるという日立製作所の会長就任時からの哲学。船頭多くして船陸に上がるを防ぐための考え方】[6]